# قرائی‌ها
قرائی‌ها (قراتاتار) قبیله‌ای ترک‌زبان ساکن در آذربایجان، خراسان، کرمان و فارس است.  در خراسان شمالی، خراسان رضوی، سمنان، گلستان و مازندران زندگی می‌کنند که البته به نظر می‌رسد ساکنین استان مازندران فرهنگ محلی آن مناطق را به خود گرفته و تقریباً دیگر به زبان ترکی تکلم نمی‌کنند اما هنوز نام مناطق گوناگون در نقاطی نظیر بهشهر بیانگر حضور ترکان گرایلی در آنجا می‌باشد.. 
ایل قرائی کرمان در شهرستان‌های سیرجان و بردسیر زندگی می‌کنند و جمعیت قابل توجهی در استان کرمان دارند. 
در خصوص ریشه این مردمان بیان می‌شود این است که امیر تیمور سرسلسهٔ گورکانیان متوفی به سال ۸۰۷ هجری از تاتاران بود که از آسیای مرکزی برخاست، در سال‌های آخر سدهٔ هشتم هجری و در تعقیب فتوحات خویش به خراسان رسید، طایفه‌ای از ساکنان آسیای مرکزی که قراتاتار خوانده می‌شدند و همراه وی به خراسان راه یافته بودند در جلگه‌های آباد و حاصلخیز خراسان به ویژه خواف و زاوه متوطن شدند.